# Chobienia (powiat Lubiński)
Chobienia (Duits: Köben an der Oder) is een plaats in het Poolse district  Lubiński, woiwodschap Neder-Silezië. De plaats maakt deel uit van de gemeente Rudna en telt 650 inwoners.

## Galerij

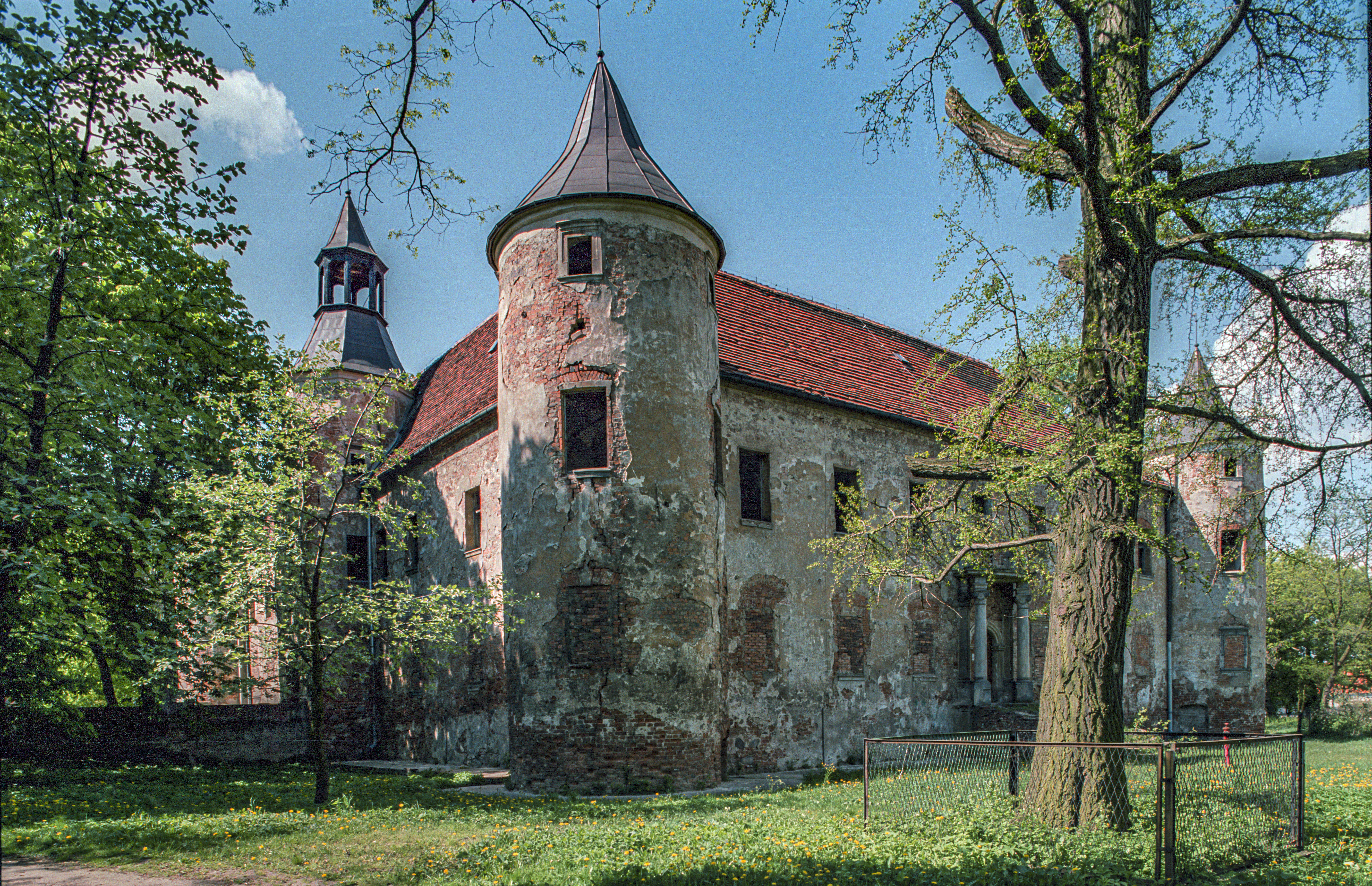
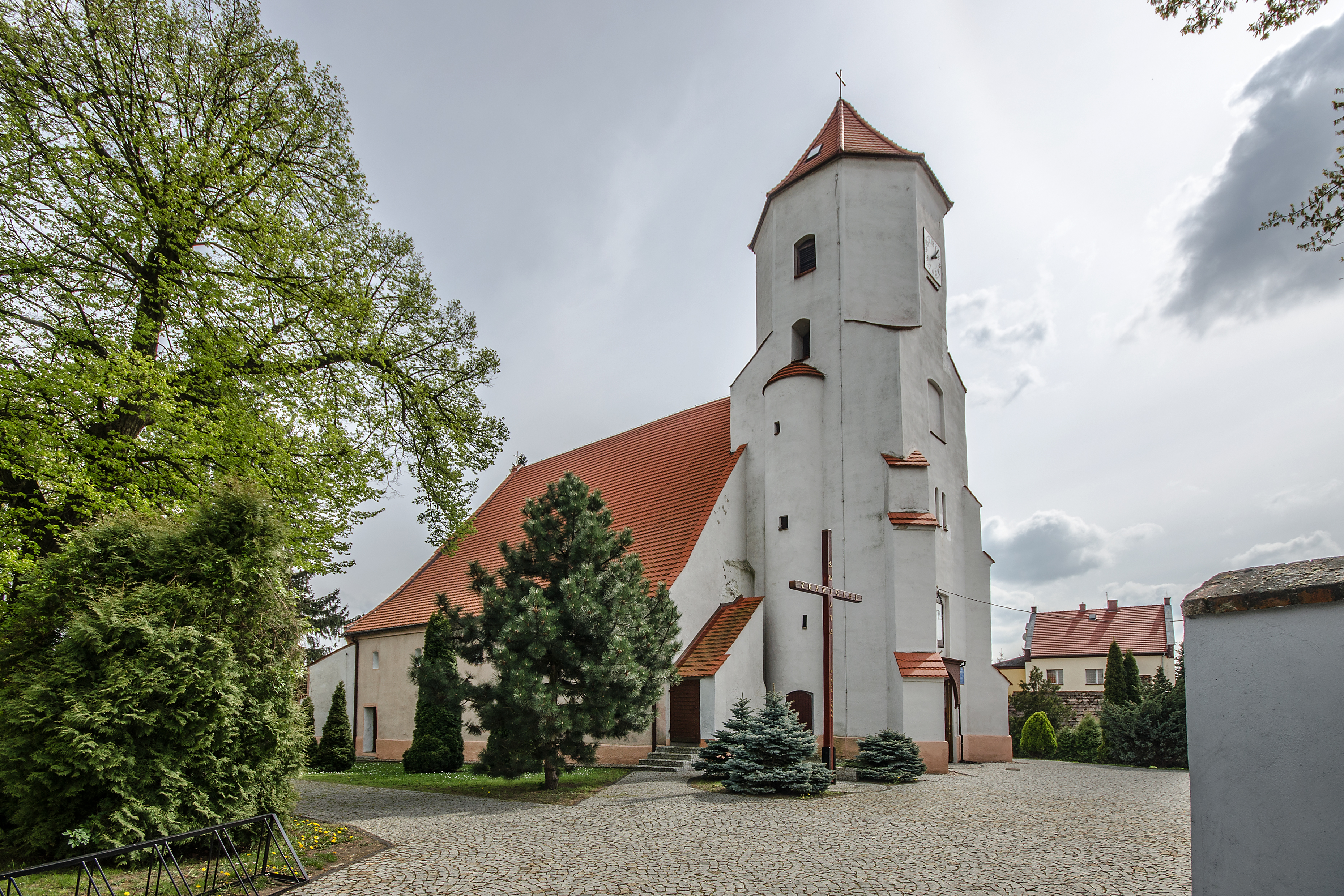
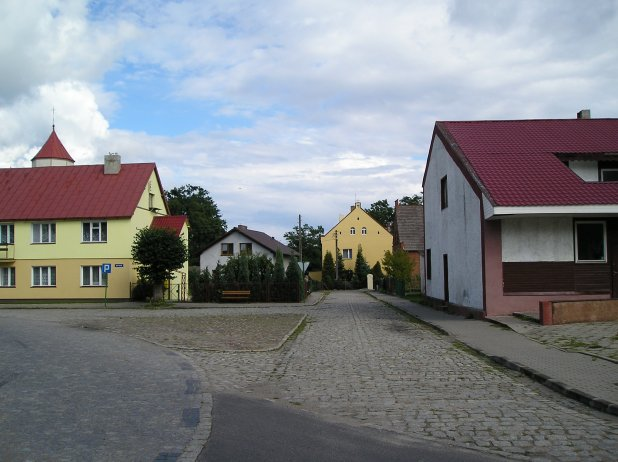

## Verkeer en vervoer
- Station Chobienia